# Raymond D. Gary
Raymond Dancel Gary (* 21. Januar 1908 im Marshall County, Oklahoma; † 11. Dezember 1993 in Madill, Oklahoma) war ein US-amerikanischer Politiker und von 1955 bis 1959 der 15. Gouverneur des Bundesstaates Oklahoma.

## Frühe Jahre und politischer Aufstieg
Raymond Gary besuchte die örtlichen Schulen seiner Heimat und dann das Southeastern State College. Zwischen 1928 und 1932 arbeitete er als Schullehrer, ehe er Schulrat (Superintendent of Schools) im Marshall County wurde. Anschließend war er fünf Jahre lang Eigentümer einer Möbelfabrik und dann Präsident eines Ölunternehmens.
Gary war Mitglied der Demokratischen Partei. Zwischen 1940 und 1954 saß er im Senat von Oklahoma. In den letzten beiden Jahren war er sogar Senatspräsident. Im Jahr 1954 wurde er als Kandidat seiner Partei zum neuen Gouverneur gewählt, wobei er sich mit 59:41 Prozent der Stimmen gegen den Republikaner Reuben K. Sparks durchsetzte.

## Gouverneur von Oklahoma
Gary trat sein neues Amt am 10. Januar 1955 an. In seiner vierjährigen Amtszeit wurde das Schulsystem reformiert. Die Rassentrennung an den Schulen wurde abgeschafft; zumindest wurden keine nach Rassen getrennten Schulen mehr vom Land finanziert. Zu diesem Zweck wurde eigens die Staatsverfassung geändert. Der Gouverneur setzte sich auch für die Aufhebung der Rassentrennung auf anderen Gebieten ein. Durch sein Engagement konnten gewalttätige Ausschreitungen, wie sie zur gleichen Zeit in den Südstaaten der USA stattfanden, in Oklahoma verhindert werden.
Ein anderer Schwerpunkt seiner Regierungszeit war der Ausbau der Straßen. Damals wurden über 3500 Meilen neuer Autobahnen fertiggestellt, weitere 800 Meilen waren in Planung. Gouverneur Gary gründete außerdem ein Handels- und Industrieministerium in Oklahoma. Damit förderte er unter anderem die industrielle Entwicklung seines Staates. Auch eine Untersuchungskommission zur Erforschung der Trinkwasserreserven Oklahomas wurde eingerichtet. Im Jahr 1957 war er Vorsitzender der Interstate Oil Compact Commission, einer Organisation der an der Ölförderung beteiligten US-Bundesstaaten.

## Weiterer Lebenslauf
Nach dem Ende seiner Amtszeit im Januar 1959 widmete sich Gary wieder seinen geschäftlichen Interessen, vor allem dem Ölgeschäft und der Viehzucht. 1964 bewarb er sich um die Nominierung seiner Partei für die Wahl zum US-Senat, belegte aber hinter dem siegreichen Amtsinhaber J. Howard Edmondson und Fred R. Harris nur den dritten Platz. 1966 strebte er noch einmal die Aufstellung als Kandidat für die Gouverneurswahl an, scheiterte aber innerparteilich an Preston J. Moore. Raymond Gary starb im Dezember 1993. Er war mit Emma Mae Purser verheiratet, mit der er zwei Kinder hatte.